# 中華民國抗戰勝利暨臺灣光復紀念活動
中華民國抗戰勝利暨臺灣光復紀念活動，是由中華民國政府所舉辦的中國抗日戰爭勝利和臺灣光復紀念活動，包含春秋祭典、大會、典禮和特展等活動。

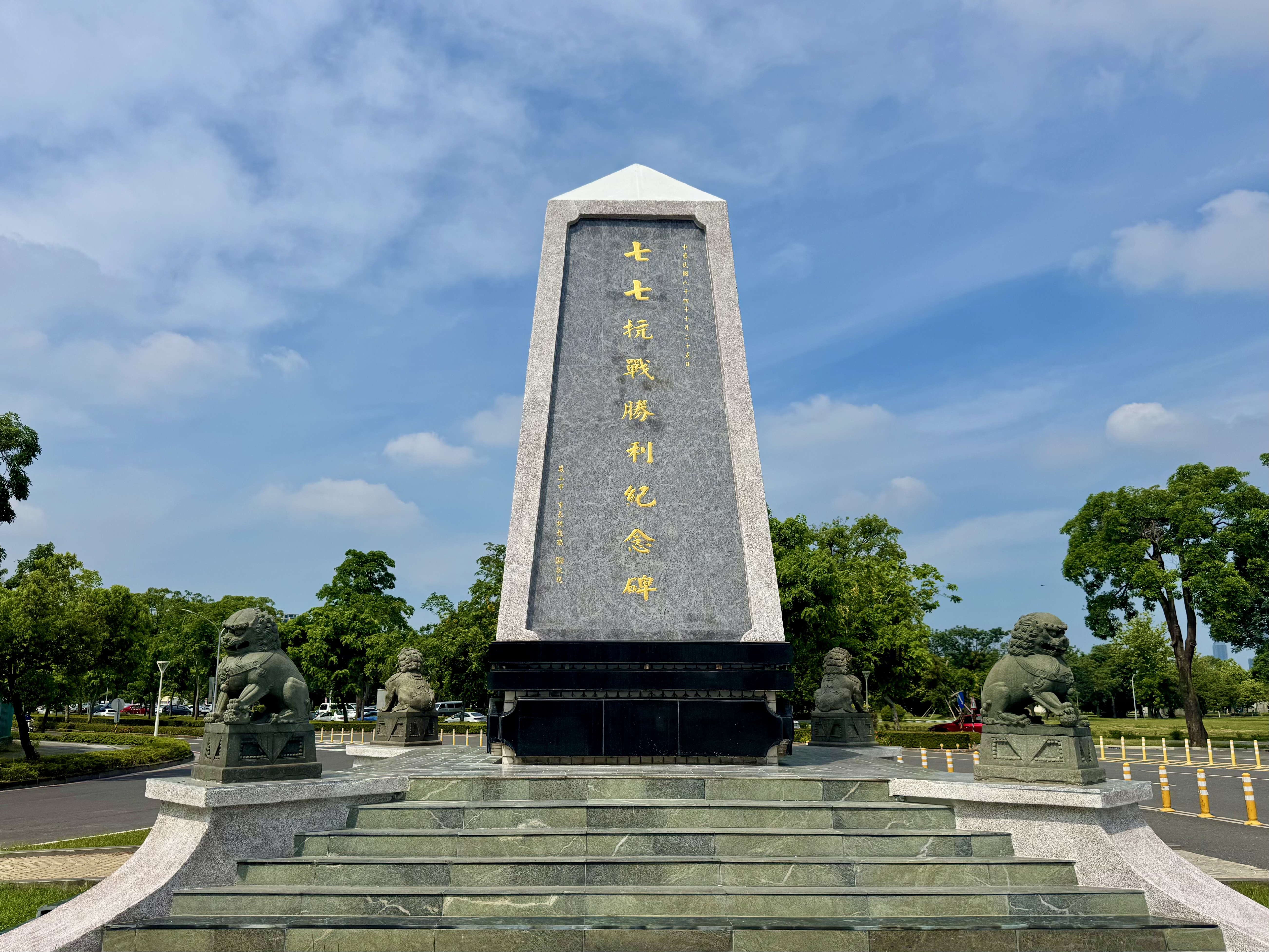
抗戰勝利暨台灣光復五十週年紀念碑

## 紀念活動舉辦日期
- 春秋祭典：每年3月29日革命先烈紀念日和9月3日軍人節（第二次世界大戰對日戰爭勝利紀念日）。
- 臺灣光復紀念大會暨頒獎典禮：每年10月25日臺灣光復節。
- 紀念特展：每年7月7日（七七事變發生日）。

## 沿革
- 2011年

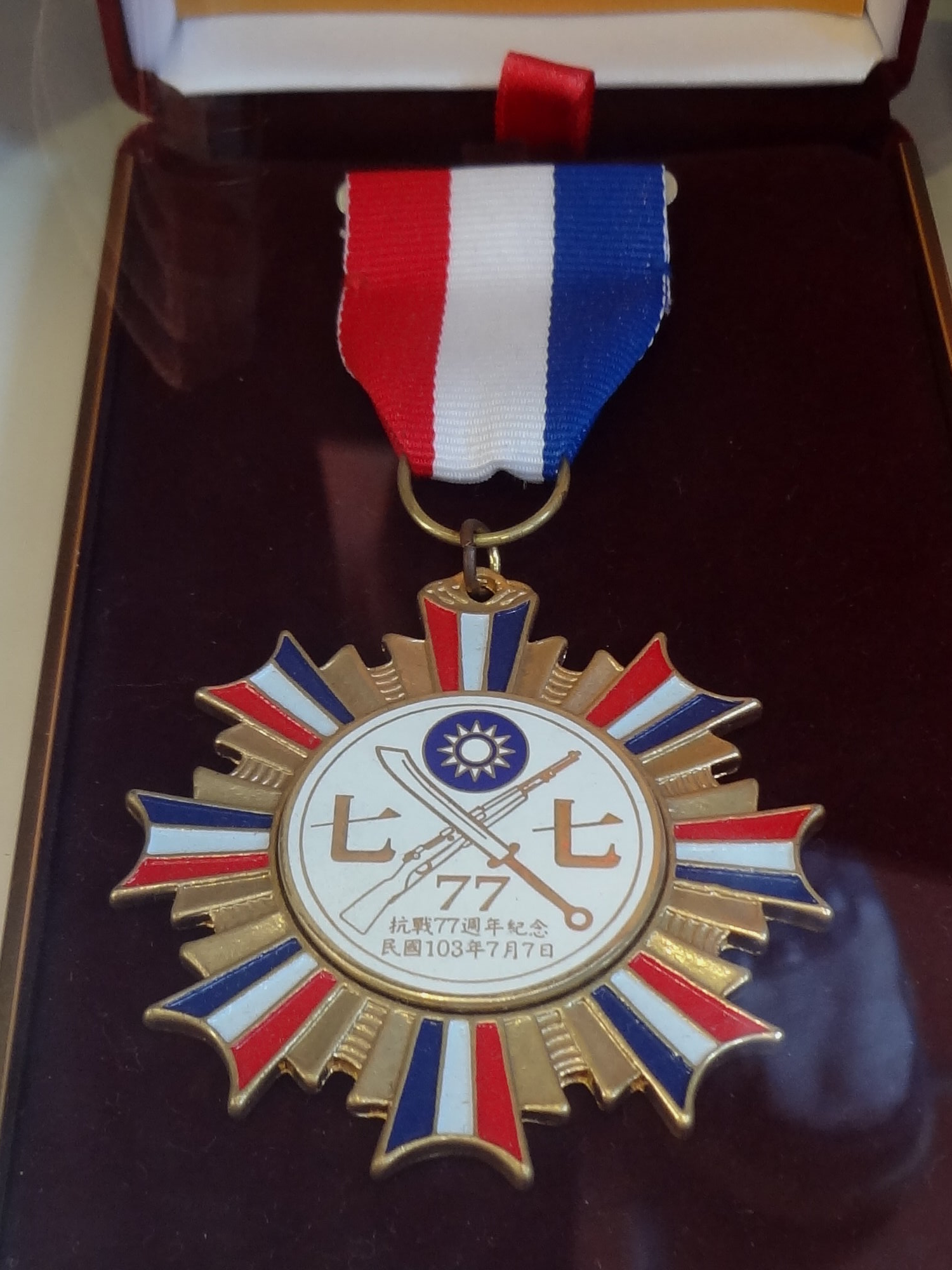
抗戰77週年紀念章

  - 2011年3月29日，「民國100年中樞紀念革命先烈暨春祭忠烈殉職人員典禮」。[1]
  - 2011年9月3日，「民國100年中樞紀念革命先烈暨秋祭忠烈殉職人員典禮」。[1]
  - 2011年10月25日，「慶祝臺灣光復66週年大會」[2]和「抗戰勝利暨臺灣光復紀念碑落成典禮」及「慶祝臺灣光復－百年來臺灣地方自治特展」[3]。
- 2012年
  - 2012年3月29日，「民國101年中樞紀念革命先烈暨春祭忠烈殉職人員典禮」。[1]
  - 2012年9月3日，「民國101年中樞紀念革命先烈暨秋祭忠烈殉職人員典禮」。[1]
  - 2012年10月25日，「慶祝臺灣光復67週年紀念大會暨頒獎典禮」。[4]
- 2013年
  - 2013年3月29日，「民國102年中樞紀念革命先烈暨春祭忠烈殉職人員典禮」。[1]
  - 2013年9月3日，「民國102年中樞紀念革命先烈暨秋祭忠烈殉職人員典禮」。[1][5]
  - 2013年10月25日，「慶祝臺灣光復68週年紀念大會暨頒獎典禮」。[6]
- 2014年
  - 2014年3月29日，「民國103年中樞紀念革命先烈暨春祭忠烈殉職人員典禮」。[1]
  - 2014年6月7日，「慶祝黃埔建軍90週年暨紀念對日抗戰77週年活動」。[7]
  - 2014年7月6日，「烽火歲月－向抗戰勇士們致敬」音樂劇。[8]
  - 2014年7月7日－2014年8月31日，「抗戰勝利暨臺灣光復紀念特展」。[9]
  - 2014年9月3日，「民國103年中樞紀念革命先烈暨秋祭忠烈殉職人員典禮」。[1]
  - 2014年10月25日，「慶祝臺灣光復69週年紀念大會暨頒獎典禮」。[10]
- 2015年
  - 2015年3月29日，「民國104年中樞紀念革命先烈暨春祭忠烈殉職人員典禮」。[1]
  - 2015年7月4日，「國防戰力展示」。[11][12]
  - 2015年7月7日－2016年6月24日，對日抗戰真相特展。[11]
  - 2015年8月14日、17日和20日，紀念音樂會。[11]
  - 2015年8月15日－2015年12月12日，紀念抗戰勝利暨臺灣光復70週年特展。[11]
  - 2015年9月2日，「紀念抗戰勝利70週年暨民國104年軍人節慶祝大會」。[11][13]
  - 2015年9月3日，「民國104年中樞紀念革命先烈暨秋祭忠烈殉職人員典禮」[14]和「國軍示範公墓秋祭典禮」[15]。

## 重要來賓
- 2015年9月2日，「紀念抗戰勝利70週年暨民國104年軍人節慶祝大會」[13][16][17]
  - 大衛·羅斯福（美國前總統富蘭克林·德拉諾·羅斯福的孫子）
  - 克里夫頓·杜魯門·丹尼爾（英语：Clifton Truman Daniel）（美國前總統哈瑞·S·杜魯門的外孫）
  - 瑪莉·艾森豪（美國前總統德懷特·艾森豪的孫女）
  - 威廉·魏德邁（美國軍人阿爾伯特·魏德邁的孫子）
  - 查理斯·梅樂斯（美國軍人梅樂斯的兒子）
  - 夏儂·史瓦普（美國軍人大衛·李·希爾（英语：David Lee "Tex" Hill）的女兒）
  - 劉偉民（中華民國軍人劉放吾的兒子）
  - 李舒非（中華民國軍人李學炎的女兒）
  - 譚惠珠（中華民國軍人譚瑛的女兒）
  - 費茲派翠克（英國退役陸軍上尉）
  - 迪米悌彭林冀（錢秀玲的兒子）

## 各方反應
- 時任中華民國總統馬英九出席「紀念抗戰勝利70週年暨民國104年軍人節慶祝大會」時，表示抗戰是國民政府蔣中正委員長領導全國軍民艱苦奮鬥的成果，沒有抗戰勝利，就沒有臺灣光復。[13]
- 克里夫頓·杜魯門·丹尼爾表示，若中共把抗戰功勞都歸功自己，那就不太厚道。[18]